# Megaselia enderleini
Megaselia enderleini är en tvåvingeart som först beskrevs av Charles Thomas Brues 1912.  Megaselia enderleini ingår i släktet Megaselia och familjen puckelflugor. Inga underarter finns listade i Catalogue of Life.